# Formaggi Pinzolo Fiavé
El equipo Formaggi Pinzolo Fiavé, conocido anteriormente como Mobilvetta o Formaggi Trentini fue un equipo ciclista italiano de ciclismo en ruta que compitió entre 1998 y 2004.
Entre los ciclistas que  han militado destacan Bono Hamburger, Ivan Quaranta, Massimo Strazzer, Alberto Ongarato o Alessandro Bertolini entre otros.

## Corredor mejor clasificado en las Grandes Vueltas
| Año  | Giro de Italia              | Tour de Francia | Vuelta a España |
| ---- | --------------------------- | --------------- | --------------- |
| 1998 | -                           | -               | -               |
| 1999 | 37.º Alessandro Spezialetti | -               | -               |
| 2000 | 32.º Filippo Baldo          | -               | -               |
| 2001 | 73.º Timothy Jones          | -               | -               |
| 2002 | 31.º Luis Felipe Laverde    | -               | -               |
| 2003 | 29.º Luis Felipe Laverde    | -               | -               |
| 2004 | 15.º Luis Felipe Laverde    | -               | -               |

## Principales resultados
- Herald Sun Tour: Alessandro Pozzi (1998)
- Giro de Toscana: Rinaldo Nocentini (2003)

### A las grandes vueltas
- Giro de Italia
  - 6 participaciones ((1999, 2000, 2001, 2002, 2003, 2004)
  - 4 victorias de etapa:
    - 2 el 1999: Ivan Quaranta (2)
    - 2 el 2000: Ivan Quaranta (2)

  - 0 clasificaciones finales:
  - 3 clasificaciones secundarias:
    - Clasificación por puntos: Massimo Strazzer (2001)
    - Clasificación de la intergiro: Massimo Strazzer (2001)
    - Premio de la combatividad: Massimo Strazzer (2001)

- Tour de Francia
  - 0 participaciones
  - 0 victorias de etapa:
  - 0 clasificaciones finales:
  - 0 clasificaciones secundarias:

- Vuelta a España
  - 0 participaciones
  - 0 victorias de etapa:
  - 0 clasificaciones finales:
  - 0 clasificaciones secundarias:

## Clasificaciones UCI
Hasta el 1998 los equipos ciclistas se encontraban clasificados dentro de la UCI en una única categoría. El 1999 la clasificación UCI por equipos se dividió entre GSI, GSII y GSIII. De acuerdo con esta clasificación los Grupos Deportivos II son la segunda división de los equipos ciclistas profesionales.
| Temporada | Clasificación por equipos | Mejor ciclista en la clasificación individual |
| --------- | ------------------------- | --------------------------------------------- |
| 1998      | 41.º                      | Mario Manzoni (164º)                          |
| 1999      | 4º (GSII)                 | Ivan Quaranta (135.º)                         |
| 2000      | 14º (GSII)                | Ivan Quaranta (242º)                          |
| 2001      | 19º (GSII)                | Uroš Murn (236è)                              |
| 2002      | 11.º (GSII)               | Ruggero Marzoli (105.º)                       |
| 2003      | 9.º (GSII)                | Bo Hamburger (101.º)                          |
| 2004      | 13.º (GSII)               | Jure Golčer (247º)                            |